# Властивість скорочення
Властивість скорочення (закон скорочення) — в математиці, є узагальненням поняття обернений елемент.

## Означення
Елемент {\displaystyle \ a} в магми {\displaystyle \ (M,*)}
- має властивість скорочення зліва (або є скорочуваним зліва), якщо {\displaystyle \ \forall b,c\in M:a*b=a*c\quad \Rightarrow \quad b=c};
- має властивість скорочення справа (або є скорочуваним справа), якщо {\displaystyle \ \forall b,c\in M:b*a=c*a\quad \Rightarrow \quad b=c};
- має властивість скорочення (або є скорочуваним), якщо він є скорочуваним і справа і зліва.

Магма {\displaystyle \ (M,*)}
- має властивість скорочення зліва, якщо всі її елементи мають властивість скорочення зліва.
- має властивість скорочення справа, якщо всі її елементи мають властивість скорочення права.
- має властивість скорочення, якщо всі її елементи мають властивість скорочення.